# Idiostatus bechteli
Idiostatus bechteli är en insektsart som beskrevs av Rentz, D.C.F. 1973. Idiostatus bechteli ingår i släktet Idiostatus och familjen vårtbitare. Inga underarter finns listade i Catalogue of Life.